# Giacomo Tritto
Giacomo Domenico Mario Antonio Pasquale Giuseppe Tritto, född den 2 april 1733 i Altamura, död den 16 september 1824 i Neapel, var en italiensk tonsättare, tillhörande den neapolitanska skolan. Han var far till Domenico Tritto. 

## Biografi
Giacomo Tritto föddes i Altamura, Neapel. Tritto utnämndes 1799 till harmoniprofessor vid konservatoriet della pietà i Neapel och blev senare hovkapellmästare. Han utgav Scuola di contrapunto (Milano 1823) och komponerade en mängd operor och kantater. Han avled 1824 i Neapel. Tritto tillhörande den neapolitanska skolan och han var far till Domenico Tritto.